# Contre-la-montre féminin aux championnats du monde de cyclisme sur route 2007
Navigation
2006 2008
Le contre-la-montre féminin des championnats du monde de cyclisme sur route 2007 a lieu le 26 septembre 2007 à Stuttgart en Allemagne. Il est remporté par l'Allemande Hanka Kupfernagel.

## Classement
|                                    | Coureur              | Pays         | Temps          | Écart         |
| ---------------------------------- | -------------------- | ------------ | -------------- | ------------- |
| Médaille d'or, Coupe du Monde      | Hanka Kupfernagel    | Allemagne    | 34 min 43 s 79 |               |
| Médaille d'argent, Coupe du Monde  | Kristin Armstrong    | États-Unis   | 35 min 7 s 26  | 23 min 47 s   |
| Médaille de bronze, Coupe du Monde | Christiane Soeder    | Autriche     | 35 min 25 s 32 | 41 min 53 s   |
| 4                                  | Amber Neben          | États-Unis   | 35 min 46 s 58 | 1 min 2 s 79  |
| 5                                  | Christine Thorburn   | États-Unis   | 35 min 54 s 87 | 1 min 11 s 08 |
| 6                                  | Priska Doppmann      | Suisse       | 36 min 5 s 01  | 1 min 21 s 22 |
| 7                                  | Jeannie Longo        | France       | 36 min 5 s 60  | 1 min 21 s 81 |
| 8                                  | Emma Pooley          | Royaume-Uni  | 36 min 16 s 39 | 1 min 32 s 60 |
| 9                                  | Karin Thürig         | Suisse       | 36 min 19 s 00 | 1 min 35 s 21 |
| 10                                 | Li Meifang           | Chine        | 36 min 21 s 57 | 1 min 37 s 78 |
| 11                                 | Mirjam Melchers      | Pays-Bas     | 36 min 33 s 51 | 1 min 49 s 7  |
| 12                                 | Zulfiya Zabirova     | Kazakhstan   | 36 min 34 s 29 | 1 min 50 s 5  |
| 13                                 | Susanne Ljungskog    | Suède        | 36 min 39 s 14 | 1 min 55 s 3  |
| 14                                 | Tereza Huříková      | Tchéquie     | 36 min 39 s 31 | 1 min 55 s 5  |
| 15                                 | Anne Samplonius      | Canada       | 36 min 46 s 71 | 2 min 2 s 9   |
| 16                                 | Martina Ruzicková    | Tchéquie     | 36 min 52 s 48 | 2 min 8 s 7   |
| 17                                 | Eleonora van Dijk    | Pays-Bas     | 36 min 57 s 39 | 2 min 13 s 6  |
| 18                                 | Charlotte Becker     | Allemagne    | 36 min 58 s 59 | 2 min 14 s 8  |
| 19                                 | Maryline Salvetat    | France       | 37 min 4 s 58  | 2 min 20 s 8  |
| 20                                 | Alison Powers        | États-Unis   | 37 min 5 s 93  | 2 min 22 s 1  |
| 21                                 | Oenone Wood          | Australie    | 37 min 6 s 18  | 2 min 22 s 4  |
| 22                                 | Edita Pučinskaitė    | Lituanie     | 37 min 9 s 31  | 2 min 25 s 5  |
| 23                                 | Sara Carrigan        | Australie    | 37 min 13 s 95 | 2 min 30 s 2  |
| 24                                 | María Isabel Moreno  | Espagne      | 37 min 19 s 36 | 2 min 35 s 6  |
| 25                                 | Wendy Houvenaghel    | Royaume-Uni  | 37 min 23 s 78 | 2 min 40 s 0  |
| 26                                 | Emma Johansson       | Suède        | 37 min 25 s 30 | 2 min 41 s 5  |
| 27                                 | Trine Schmidt        | Danemark     | 37 min 35 s 27 | 2 min 51 s 5  |
| 28                                 | An Van Rie           | Belgique     | 37 min 43 s 92 | 3 min 0 s 1   |
| DSQ                                | Svetlana Boubnenkova | Russie       | 37 min 47 s 64 | 3 min 3 s 8   |
| 30                                 | Paola Madriñán       | Colombie     | 37 min 55 s 97 | 3 min 12 s 2  |
| 31                                 | Alex Wrubleski       | Canada       | 37 min 57 s 63 | 3 min 13 s 8  |
| 32                                 | Anna Zugno           | Italie       | 38 min 0 s 55  | 3 min 16 s 7  |
| 33                                 | Lesya Kalitovska     | Ukraine      | 38 min 1 s 99  | 3 min 18 s 2  |
| 34                                 | Marta Vilajosana     | Espagne      | 38 min 2 s 52  | 3 min 18 s 7  |
| 35                                 | Anita Valen de Vries | Norvège      | 38 min 3 s 71  | 3 min 19 s 9  |
| 36                                 | Silvia Valsecchi     | Italie       | 38 min 8 s 35  | 3 min 24 s 6  |
| 37                                 | Tatiana Antoshina    | Russie       | 38 min 22 s 51 | 3 min 38 s 7  |
| 38                                 | Rasa Polikevičiūtė   | Lituanie     | 38 min 40 s 71 | 3 min 56 s 9  |
| 39                                 | Giuseppina Grassi    | Mexique      | 38 min 47 s 35 | 4 min 3 s 5   |
| 40                                 | Lee Min-Hye          | Corée du Sud | 38 min 49 s 30 | 4 min 5 s 5   |
| 41                                 | Svitlana Galyuk      | Ukraine      | 38 min 54 s 96 | 4 min 11 s 2  |
| 42                                 | Liu Yong Li          | Chine        | 39 min 14 s 89 | 4 min 31 s 1  |
| 43                                 | Nontasin Chanpeng    | Thaïlande    | 39 min 20 s 83 | 4 min 37 s 0  |
| 44                                 | Meng Lang            | Chine        | 39 min 47 s 07 | 5 min 3 s 3   |
| 45                                 | Elissavet Chantzi    | Grèce        | 39 min 48 s 28 | 5 min 4 s 5   |
| 46                                 | Aurélie Halbwachs    | Maurice      | 40 min 29 s 25 | 5 min 45 s 4  |
| 47                                 | Chapookam Monrudee   | Thaïlande    | 40 min 41 s 60 | 5 min 57 s 8  |
| 48                                 | Evelyn García        | Salvador     | 40 min 51 s 43 | 6 min 7 s 6   |
| 49                                 | Lyubov Dombitskaya   | Kazakhstan   | 42 min 12 s 09 | 7 min 28 s 3  |